# 1597
Il 1597 (MDXCVII in numeri romani) è un anno  del XVI secolo.

## Eventi
- Peste in Valle di Susa
- 5 febbraio – Martirio di Paolo Miki e altri 25 compagni martiri, a Nagasaki (Giappone)
- 25 dicembre – Fondazione delle Canonichesse di Sant'Agostino della Congregazione di Nostra Signora

## Nati

### Gennaio
- 12 gennaio - François Duquesnoy, scultore fiammingo († 1643)
- 25 gennaio - Giovanni Filippo di Sassonia-Altenburg, nobile tedesco († 1639)
- 31 gennaio - Giovanni Francesco Régis, presbitero e gesuita francese († 1640)

### Febbraio
- 24 febbraio - Vincent Voiture, poeta francese († 1648)

### Marzo
- 1º marzo - Jean-Charles della Faille, matematico belga († 1652)
- 3 marzo - Juan Alfonso Enríquez de Cabrera, militare spagnolo († 1647)
- 10 marzo - Ercole Gennari, pittore italiano († 1658)
- 23 marzo - Bartolomeo Campomenoso, mercante e presbitero fiammingo († 1670)

### Aprile
- 13 aprile - Giovanni Battista Hodierna, presbitero, astronomo e architetto italiano († 1660)
- 17 aprile - Paolo Brizio, vescovo cattolico e storico italiano († 1665)
- 18 aprile - Pieter Potter, pittore e incisore olandese († 1652)
- 22 aprile - Gilles De Haes, militare fiammingo († 1657)
- 23 aprile - Alvise Contarini, diplomatico italiano († 1651)

### Maggio
- 13 maggio - Cornelis Schut I, pittore, disegnatore e incisore fiammingo († 1655)
- 31 maggio - Jean-Louis Guez de Balzac, scrittore francese († 1654)

### Giugno
- 9 giugno - Pieter Jansz Saenredam, pittore olandese († 1665)
- 22 giugno - Marius Ambrosius Capello, vescovo cattolico fiammingo († 1676)

### Luglio
- 2 luglio - Theodoor Rombouts, pittore fiammingo († 1637)
- 5 luglio - Sigismondo Boldoni, scrittore e poeta italiano († 1630)
- 13 luglio - Muzio Febonio, religioso e storico italiano († 1663)
- 13 luglio - Sebastian Stoskopff, pittore e disegnatore tedesco († 1657)
- 19 luglio - Ranuccio Scotti Douglas, arcivescovo cattolico e diplomatico italiano († 1661)
- 22 luglio - Virgilio Mazzocchi, compositore italiano († 1646)

### Agosto
- 7 agosto - Edvige Maria di Sassonia-Lauenburg, nobildonna tedesca († 1644)
- 20 agosto - Girolamo Grimaldi-Cavalleroni, cardinale e arcivescovo cattolico italiano († 1685)
- 27 agosto - Agostino Spinola, cardinale e arcivescovo cattolico italiano († 1649)
- 28 agosto - Giambattista Spada, cardinale e patriarca cattolico italiano († 1675)

### Settembre
- 23 settembre - Francesco Barberini, cardinale italiano († 1679)
- 28 settembre - Justus Sustermans, pittore fiammingo († 1681)

### Ottobre
- 7 ottobre - John Underhill, militare e politico inglese († 1672)
- 27 ottobre - Teodoro Trivulzio, cardinale italiano († 1656)

### Novembre
- 1º novembre - Pietro da Cortona, pittore e architetto italiano († 1669)
- 5 novembre - Maria Roccaforte, religiosa italiana († 1648)
- 18 novembre - Adolphus Vorstius, medico e botanico olandese († 1663)
- 19 novembre - Elisabetta Carlotta del Palatinato-Simmern, nobile tedesca († 1660)

### Dicembre
- 7 dicembre - Anna Maria del Liechtenstein, principessa austriaca
- 16 dicembre - Giorgio Alberto I di Erbach-Schönberg, nobile tedesco († 1647)
- 22 dicembre - Federico III di Holstein-Gottorp, duca († 1659)
- 23 dicembre - Martin Opitz, poeta e scrittore tedesco († 1639)
- 24 dicembre - Onorato II di Monaco, principe monegasco († 1662)

### Senza giorno specificato
- Francisco Antonio de Acuña Cabrera y Bayona, militare spagnolo († 1662)
- Cristóbal de Acuña, missionario spagnolo († 1670)
- Giacomo Agostinetti, scrittore italiano († 1682)
- Atanasio III di Costantinopoli, arcivescovo ortodosso greco († 1654)
- Miguel Juan Balaguer, vescovo cattolico spagnolo († 1663)
- Giambattista Bissone, scultore italiano († 1657)
- Orfeo Boselli, scultore italiano († 1667)
- Salomon de Bray, pittore, poeta e architetto olandese († 1664)
- Philipp Friedrich von Breuner, vescovo cattolico austriaco († 1669)
- Georgius Candidius, missionario olandese († 1647)
- Teramo Castelli, presbitero, missionario e disegnatore italiano († 1659)
- Giovanni Andrea Coppola, pittore italiano († 1659)
- Girolamo de' Cori, vescovo cattolico italiano († 1672)
- Benedetto Ferrari, poeta e compositore italiano († 1681)
- Fortunato Gatti, pittore italiano († 1651)
- Carlo Gonzaga, religioso e nobile italiano († 1636)
- Johan van Heemskerk, poeta e avvocato olandese († 1656)
- Henricus Hondius, incisore, cartografo e editore olandese († 1651)
- David Kirke, navigatore inglese († 1654)
- Lodovico Lana, pittore italiano († 1646)
- Jacques Linard, pittore francese († 1645)
- Raffaello Magiotti, scienziato italiano († 1656)
- Claude Malleville, poeta francese († 1647)
- Gian Giacomo Manecchia, pittore italiano († 1657)
- Pieter de Neyn, pittore, illustratore e architetto olandese († 1639)
- Willem van de Passe, incisore e disegnatore olandese († 1637)
- Charles Racquet, organista e compositore francese († 1664)
- Juan Ribalta, pittore spagnolo († 1628)
- Simondio Salimbeni, pittore italiano († 1643)
- Antonius Maria Schyrleus de Rheita, ottico tedesco († 1660)
- Upagnuvarat, sovrano laotiano († 1622)
- Iñigo Vélez de Guevara, diplomatico spagnolo († 1658)
- Eleonora d'Este, badessa italiana († 1661)
- Manuel Pires de Almeida, scrittore portoghese († 1655)
- Francisco de Melo, politico, diplomatico e militare spagnolo († 1651)

## Morti

### Gennaio
- 15 gennaio - Juan de Herrera, architetto e matematico spagnolo (n. 1530)
- 21 gennaio - Stefano Tuccio, gesuita, teologo e drammaturgo italiano (n. 1540)

### Febbraio
- 5 febbraio - Pedro Bautista Blásquez, missionario spagnolo (n. 1542)
- 5 febbraio - San Filippo di Gesù, religioso, missionario e santo messicano (n. 1572)
- 5 febbraio - Paolo Miki, gesuita e santo giapponese
- 6 febbraio - Francesco Patrizi, filosofo e scrittore italiano (n. 1529)
- 16 febbraio - Gilbert Génébrard, vescovo, teologo e ebraista francese (n. 1535)

### Marzo
- 3 marzo - Giovan Vettorio Soderini, agronomo italiano (n. 1527)
- 13 marzo - Marcantonio Colonna, cardinale e arcivescovo cattolico italiano (n. 1523)
- 20 marzo - Alexandru III cel Rău, principe
- 20 marzo - Antonio da Ponte, scultore e carpentiere italiano (n. 1512)
- 24 marzo - Giovanni Bernardino Bonifacio, umanista italiano (n. 1517)
- 26 marzo - Teofane I di Costantinopoli, arcivescovo ortodosso greco
- 30 marzo - Wolfgang Lussi, politico svizzero

### Aprile
- 2 aprile - Blas Valera, gesuita e scrittore peruviano (n. 1545)
- 3 aprile - Paolo I Sforza, marchese di Proceno, nobile e militare italiano (n. 1535)
- 27 aprile - Jakob Wujek, gesuita polacco (n. 1541)

### Maggio
- 13 maggio - Ascanio I Piccolomini, arcivescovo cattolico e scrittore italiano (n. 1548)
- 22 maggio - Fabrizio da Correggio, nobile italiano
- 27 maggio - James Tyrie, teologo scozzese (n. 1543)

### Giugno
- 2 giugno - Diederik Sonoy, patriota e militare olandese (n. 1529)
- 8 giugno - Barbara d'Assia, nobile tedesca (n. 1536)
- 9 giugno - José de Anchieta, gesuita, linguista e missionario spagnolo (n. 1534)
- 18 giugno - Markus Fugger, banchiere e mercante tedesco (n. 1529)
- 20 giugno - Willem Barents, navigatore e esploratore olandese
- 26 giugno - Raziye Hatun, ottomana
- 28 giugno - Vincenzo Cutelli, vescovo cattolico italiano (n. 1542)

### Luglio
- 5 luglio - Francesco Pucci, filosofo e letterato italiano (n. 1543)
- 8 luglio - Luís Fróis, gesuita, missionario e iamatologo portoghese (n. 1532)
- 19 luglio - Gunilla Bielke, regina svedese (n. 1568)
- 23 luglio - Gabriele Paleotti, cardinale e giurista italiano (n. 1522)
- 26 luglio - Kobayakawa Takakage, militare giapponese (n. 1533)

### Agosto
- 16 agosto - Galeotto III Pico della Mirandola, nobile italiano (n. 1563)
- 19 agosto - Diego Gonzaga, nobile italiano (n. 1582)
- 21 agosto - Mōri Motokiyo, militare giapponese (n. 1551)
- 24 agosto - Janez Tavčar, vescovo cattolico austriaco

### Settembre
- 3 settembre - John Norreys, militare inglese (n. 1547)
- 8 settembre - Alessio Bertolotti, militare italiano
- 13 settembre - Antonio Lombardo, arcivescovo cattolico italiano
- 19 settembre - Hōjō Ujikuni, militare giapponese (n. 1541)
- 20 settembre - Gregoria Massimiliana d'Asburgo, nobile austriaca (n. 1581)
- 28 settembre - Hendrik van den Broeck, pittore fiammingo
- 30 settembre - Guglielmo I di Schwarzburg-Frankenhausen, conte (n. 1534)

### Ottobre
- 5 ottobre - Luca Antonio Resta, vescovo cattolico italiano
- 7 ottobre - Francesco Rovigo, compositore e organista italiano
- 9 ottobre - Ashikaga Yoshiaki, militare giapponese (n. 1537)
- 24 ottobre - Aldo Manuzio il Giovane, editore italiano (n. 1547)
- 27 ottobre - Alfonso II d'Este, nobile (n. 1533)

### Novembre
- 1º novembre - Edward Kelley, alchimista e glottoteta inglese (n. 1555)
- 6 novembre - Caterina Michela d'Asburgo, nobile spagnola (n. 1567)
- 20 novembre - Elisabetta Vasa, principessa svedese (n. 1549)
- 29 novembre - Laura Guidiccioni, poetessa italiana (n. 1550)

### Dicembre
- 17 dicembre - Federico del Palatinato-Zweibrücken-Vohenstrauss-Parkstein, nobile tedesco (n. 1557)
- 18 dicembre - Barbara Blomberg, tedesca (n. 1527)
- 21 dicembre - Pietro Canisio, gesuita, teologo e santo olandese (n. 1521)

### Senza giorno specificato
- Antonio Adrario, poeta dalmata
- Ali Jalla Abdul Jalil Shah di Johor, sovrano malese
- Aron Tiranul, moldavo
- Girolamo Bonanno, teologo italiano
- James Burbage, attore teatrale, direttore teatrale e imprenditore britannico (n. 1531)
- Gian Battista Caotorta, politico italiano (n. 1554)
- Vincenzo Civitali, scultore e architetto italiano (n. 1523)
- Giovanni Battista Della Porta, architetto e scultore italiano (n. 1542)
- Klaus Fleming, ammiraglio finlandese (n. 1535)
- Prospero Fontana, pittore italiano (n. 1512)
- Pierre Grégoire, giurista, filosofo e enciclopedista francese (n. 1540)
- Juan Gómez, pittore spagnolo
- Bartholomäus Krüger, poeta tedesco (n. 1540)
- Pedro López, medico spagnolo (n. 1527)
- Simone Majoli, giurista, scrittore e vescovo cattolico italiano (n. 1520)
- Cristofano Malvezzi, compositore italiano (n. 1547)
- Poppi, pittore italiano (n. 1544)
- Andrea Rota, compositore italiano
- Germanico Savorgnan, architetto e condottiero italiano (n. 1554)
- Gioseffo di Strassoldo, poeta italiano
- Filippo Terzi, architetto e ingegnere italiano (n. 1520)
- Toki Sadamasa, militare giapponese (n. 1551)
- Fernando de Herrera, poeta e scrittore spagnolo (n. 1534)
- Francisco de Montesdoca, nobile e militare spagnolo (n. 1516)
- Orazio I di Lannoy, nobile e militare italiano
- Lucas van Valckenborch, pittore fiammingo

## Calendario
| Calendario 1597 | Calendario 1597 | Calendario 1597 | Calendario 1597 | Calendario 1597 | Calendario 1597 | Calendario 1597 | Calendario 1597 | Calendario 1597 | Calendario 1597 | Calendario 1597 | Calendario 1597 | Calendario 1597 | Calendario 1597 | Calendario 1597 | Calendario 1597 | Calendario 1597 | Calendario 1597 | Calendario 1597 | Calendario 1597 | Calendario 1597 | Calendario 1597 | Calendario 1597 | Calendario 1597 | Calendario 1597 | Calendario 1597 | Calendario 1597 | Calendario 1597 | Calendario 1597 | Calendario 1597 | Calendario 1597 | Calendario 1597 | Calendario 1597 |
| --------------- | --------------- | --------------- | --------------- | --------------- | --------------- | --------------- | --------------- | --------------- | --------------- | --------------- | --------------- | --------------- | --------------- | --------------- | --------------- | --------------- | --------------- | --------------- | --------------- | --------------- | --------------- | --------------- | --------------- | --------------- | --------------- | --------------- | --------------- | --------------- | --------------- | --------------- | --------------- | --------------- |
|                 | 1               | 2               | 3               | 4               | 5               | 6               | 7               | 8               | 9               | 10              | 11              | 12              | 13              | 14              | 15              | 16              | 17              | 18              | 19              | 20              | 21              | 22              | 23              | 24              | 25              | 26              | 27              | 28              | 29              | 30              | 31              |                 |
| Gennaio         | Me              | Gi              | Ve              | Sa              | Do              | Lu              | Ma              | Me              | Gi              | Ve              | Sa              | Do              | Lu              | Ma              | Me              | Gi              | Ve              | Sa              | Do              | Lu              | Ma              | Me              | Gi              | Ve              | Sa              | Do              | Lu              | Ma              | Me              | Gi              | Ve              |                 |
| Febbraio        | Sa              | Do              | Lu              | Ma              | Me              | Gi              | Ve              | Sa              | Do              | Lu              | Ma              | Me              | Gi              | Ve              | Sa              | Do              | Lu              | Ma              | Me              | Gi              | Ve              | Sa              | Do              | Lu              | Ma              | Me              | Gi              | Ve              |                 |                 |                 |                 |
| Marzo           | Sa              | Do              | Lu              | Ma              | Me              | Gi              | Ve              | Sa              | Do              | Lu              | Ma              | Me              | Gi              | Ve              | Sa              | Do              | Lu              | Ma              | Me              | Gi              | Ve              | Sa              | Do              | Lu              | Ma              | Me              | Gi              | Ve              | Sa              | Do              | Lu              |                 |
| Aprile          | Ma              | Me              | Gi              | Ve              | Sa              | Do              | Lu              | Ma              | Me              | Gi              | Ve              | Sa              | Do              | Lu              | Ma              | Me              | Gi              | Ve              | Sa              | Do              | Lu              | Ma              | Me              | Gi              | Ve              | Sa              | Do              | Lu              | Ma              | Me              |                 |                 |
| Maggio          | Gi              | Ve              | Sa              | Do              | Lu              | Ma              | Me              | Gi              | Ve              | Sa              | Do              | Lu              | Ma              | Me              | Gi              | Ve              | Sa              | Do              | Lu              | Ma              | Me              | Gi              | Ve              | Sa              | Do              | Lu              | Ma              | Me              | Gi              | Ve              | Sa              |                 |
| Giugno          | Do              | Lu              | Ma              | Me              | Gi              | Ve              | Sa              | Do              | Lu              | Ma              | Me              | Gi              | Ve              | Sa              | Do              | Lu              | Ma              | Me              | Gi              | Ve              | Sa              | Do              | Lu              | Ma              | Me              | Gi              | Ve              | Sa              | Do              | Lu              |                 |                 |
| Luglio          | Ma              | Me              | Gi              | Ve              | Sa              | Do              | Lu              | Ma              | Me              | Gi              | Ve              | Sa              | Do              | Lu              | Ma              | Me              | Gi              | Ve              | Sa              | Do              | Lu              | Ma              | Me              | Gi              | Ve              | Sa              | Do              | Lu              | Ma              | Me              | Gi              |                 |
| Agosto          | Ve              | Sa              | Do              | Lu              | Ma              | Me              | Gi              | Ve              | Sa              | Do              | Lu              | Ma              | Me              | Gi              | Ve              | Sa              | Do              | Lu              | Ma              | Me              | Gi              | Ve              | Sa              | Do              | Lu              | Ma              | Me              | Gi              | Ve              | Sa              | Do              |                 |
| Settembre       | Lu              | Ma              | Me              | Gi              | Ve              | Sa              | Do              | Lu              | Ma              | Me              | Gi              | Ve              | Sa              | Do              | Lu              | Ma              | Me              | Gi              | Ve              | Sa              | Do              | Lu              | Ma              | Me              | Gi              | Ve              | Sa              | Do              | Lu              | Ma              |                 |                 |
| Ottobre         | Me              | Gi              | Ve              | Sa              | Do              | Lu              | Ma              | Me              | Gi              | Ve              | Sa              | Do              | Lu              | Ma              | Me              | Gi              | Ve              | Sa              | Do              | Lu              | Ma              | Me              | Gi              | Ve              | Sa              | Do              | Lu              | Ma              | Me              | Gi              | Ve              |                 |
| Novembre        | Sa              | Do              | Lu              | Ma              | Me              | Gi              | Ve              | Sa              | Do              | Lu              | Ma              | Me              | Gi              | Ve              | Sa              | Do              | Lu              | Ma              | Me              | Gi              | Ve              | Sa              | Do              | Lu              | Ma              | Me              | Gi              | Ve              | Sa              | Do              |                 |                 |
| Dicembre        | Lu              | Ma              | Me              | Gi              | Ve              | Sa              | Do              | Lu              | Ma              | Me              | Gi              | Ve              | Sa              | Do              | Lu              | Ma              | Me              | Gi              | Ve              | Sa              | Do              | Lu              | Ma              | Me              | Gi              | Ve              | Sa              | Do              | Lu              | Ma              | Me              |                 |